# 维莱-瑟默斯
维莱-瑟默斯（法語：Villers-Semeuse，法語發音：[vile səmøz]）是法国阿登省的一个市镇，属于沙勒维尔-梅济耶尔区。该市镇于1828年由原市镇维莱德旺梅济耶尔（Villers-devant-Mézières）和瑟默斯（Semeuse）合并而成。

## 地理
维莱-瑟默斯（49°44'22"N, 4°44'58"E）面积7.03 平方千米，位于法国大東部大區阿登省，该省份为法国北部内陆省份，西接埃纳省，南至马恩省，东临默兹省，北与比利时接壤。
与维莱-瑟默斯接壤的市镇（或旧市镇、城区）包括：莱萨韦勒、沙勒维尔-梅济耶尔、拉弗朗什维尔、吕姆、圣洛朗。
维莱-瑟默斯的时区为UTC+01:00、UTC+02:00（夏令时）。

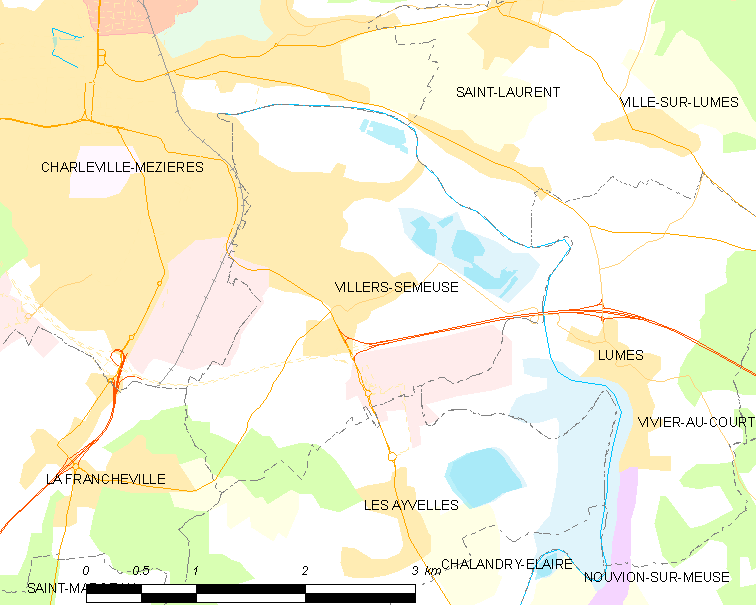
维莱-瑟默斯的OSM定位图

## 行政
维莱-瑟默斯的邮政编码为08000，INSEE市镇编码为08480。

## 政治
维莱-瑟默斯所属的省级选区为维莱-瑟默斯县。

## 人口

1962-2008年间维莱-瑟默斯人口变化图示

维莱-瑟默斯于2022年1月1日时的人口数量为3628人。